# Evangelisch-Lutherische Kirche Neapel

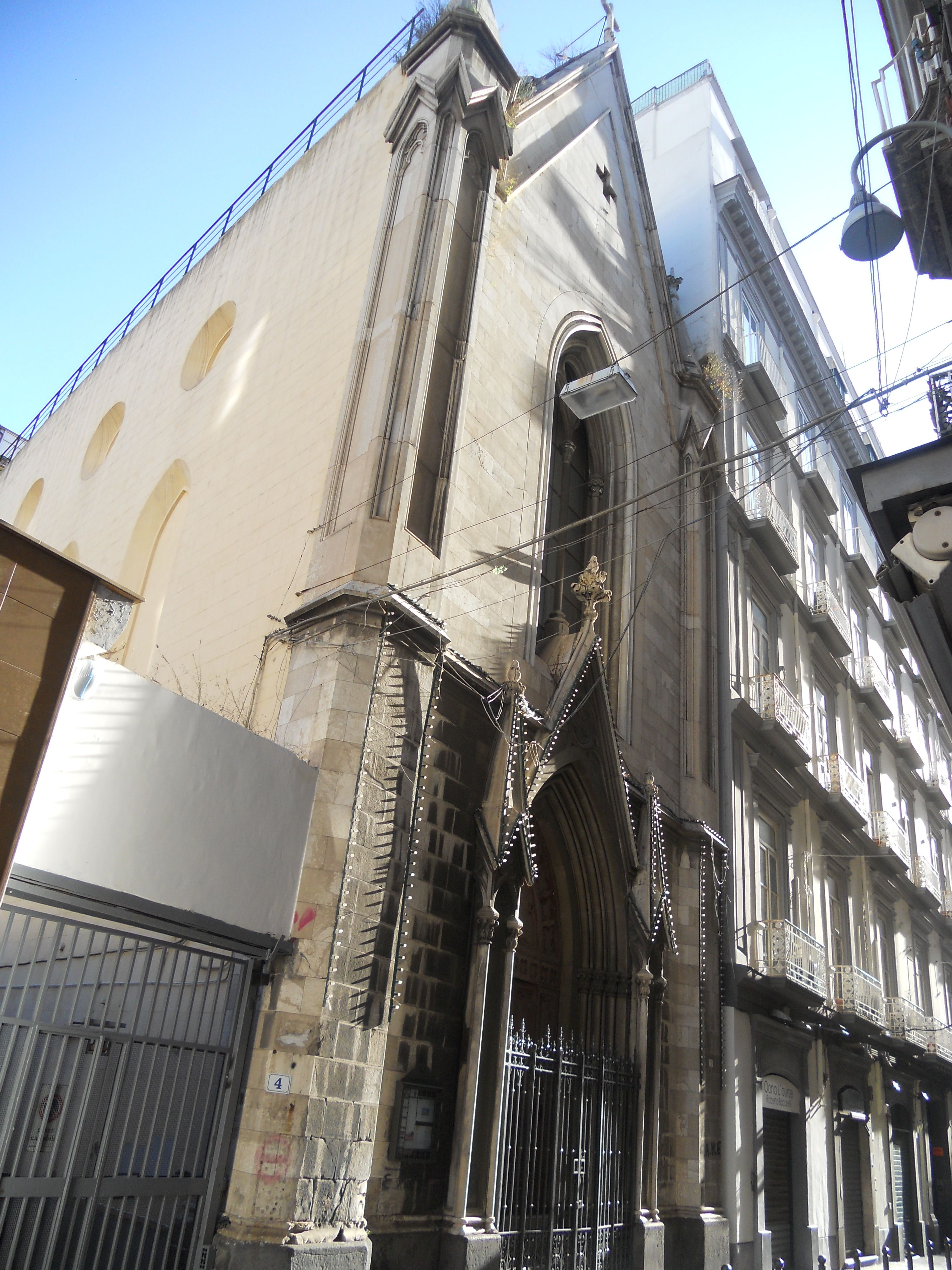
Evangelisch-Lutherische Kirche Neapel

Die Evangelisch-Lutherische Kirche (italienisch: Chiesa Cristiana Protestante) ist eine evangelische Gemeindekirche in Neapel. Sie gehört der Evangelisch-Lutherischen Kirche in Italien an.

## Geschichte
Erst in der Regierungszeit von Franz I. aus dem Haus Bourbon-Sizilien wurde den Angehörigen des reformatorischen Bekenntnisses im Königreich beider Sizilien das Recht auf Bildung eigener Kirchengemeinden zugestanden. 1826 erfolgte daher die Gründung einer Gemeinde von Angehörigen verschiedener protestantischer Konfessionen (Lutheraner, Reformierte und Unierte) deren in Deutsch und Französisch abgehaltene Gottesdienste in der Botschaft des Königreichs Preußen gefeiert wurden. Erst mit der Einigung Italiens durch Giuseppe Garibaldi wurde 1861 der Gemeinde der Bau einer eigenen Kirche in der Via Poerio gestattet, die am 29. Mai 1865 eingeweiht wurde. Bei der Generalversammlung vom 24. Januar 1866 wurden die deutsch- und die französischsprachige Gemeinde institutionell getrennt. Ein intendierter Anschluss der Gemeinde an die preußische unierte Landeskirche wurde nicht vollzogen.

## Architektur
Die Neapolitaner lutherische Kirche ist als eine neugotische Saalkirche gestaltet, deren schmale, zwischen Häuserfronten gesetzte Werksteinfassade durch ein Wimpergportal und darüberliegendes zweibahniges Maßwerkfenster artikuliert wird. Der Kirchenraum ist kreuzrippengewölbt, der von enggesetzten Lanzettfenstern belichtete Altarraum ist in fünf Seiten des Zehnecks geschlossen.